# LXQt
LXQt és un entorn d'escriptori basat en Qt. És lleuger, de codi lliure i obert; d'aspecte clàssic, a l'estil de Windows 95 i pensat per a sistemes operatius UNIX incloent els de tipus BSD. Inicialment anomenat LXDE-Qt, es va formar a partir de la fusió dels projectes LXDE i Razor-qt. LXQt és agnòstic pel que fa al gestor de finestres. No en té un de propi, però acostuma a emprar-se amb Openbox. Podent-se integrar amb XFWM, Muffin o KWin.

## Història
El 2013 quan LXDE afrontava el pas de GTK 2 a GTK 3, el líder del projecte, Jen Yee Hong, va passar a Qt, el principal rival de GTK. Primer va passar PCManFM a Qt; posteriorment, es portà LXDE a Qt. Havent conclòs que GTK 3 convertiria els escriptoris en molt pesats i que es requeriria un esforç de programació molt elevat, abandonà LXDE. Passà a liderar el projecte LXDE-Qt que es fusionà amb el projecte d'origen rus Razor-qt durant la KDE Akademy de 2013, duta a terme a Bilbao.
La primera versió beta, ja amb el nom de LXQt, fou llançada el maig de 2014. Es mostrava com un escriptori lleuger, modular i que ja feia esforços per a adoptar Wayland.
LXQt 1 fou llançat el 5 de novembre de 2021. Passà a Qt 5.15, versió LTS de Qt 5.
LXQt 2 llançat el 17 d'abril de 2024, va prendre relleu a la versió 1.4, marcant el canvi de Qt 5 a Qt 6. Mancà el pas a Qt 6 de l'aplicació de la terminal i es mantingué el suport per a Qt 5.